# Isfallsglaciären

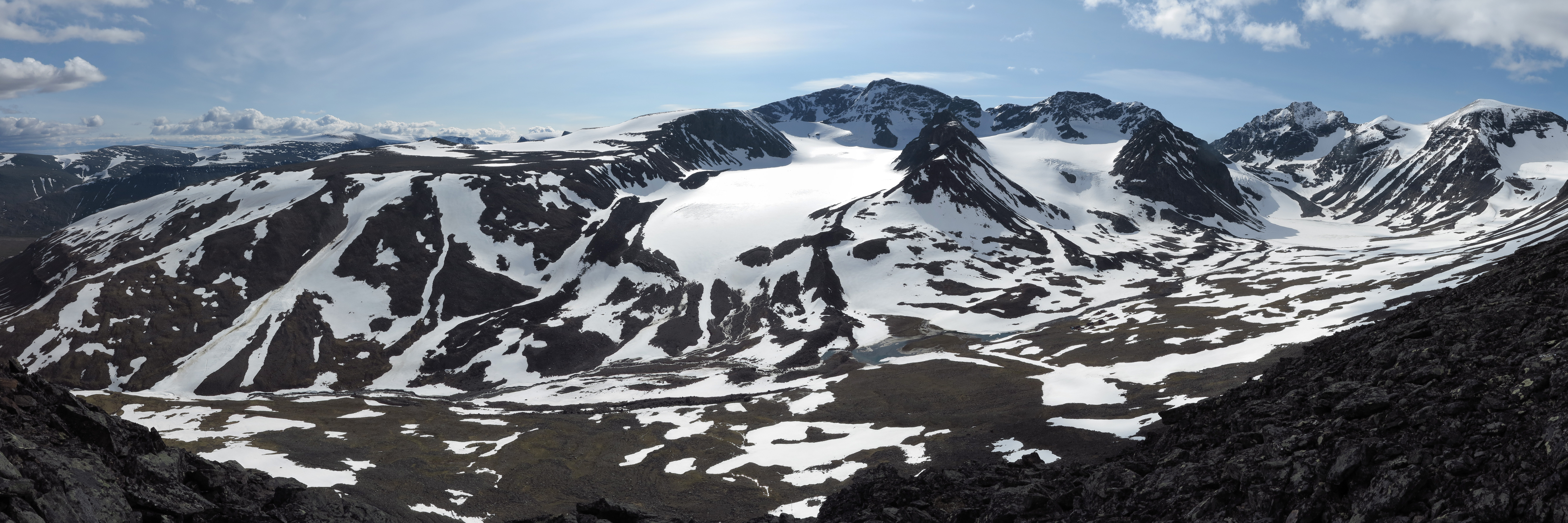
Panoramabild över Tarfaladalen med Kebnekaisemassivet, Storgalciären och Isfallsglaciären.

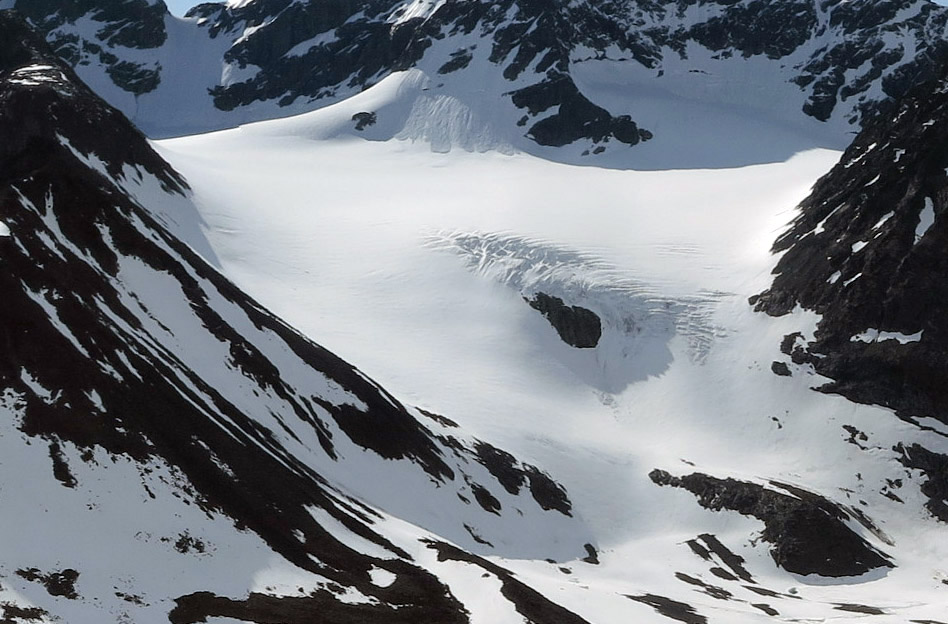
Isfallsglaciären.

Isfältsglaciären är den mellersta av de tre sammanhängande glaciärerna på Kebnekaises östra sida. Isfältsglaciären sitter i ackumulationsområdet ihop med Kebnepakteglaciären och Storglaciären. Glaciären går ner mot Tarfaladalen söder om Tarfalasjön.
Glaciären är omkring 2 kilometer lång och 1,42 kvadratkilometer stor. Den stupar brant från 1 775 meters höjd till 1 185 meters höjd och har ett isfall i den mellersta delen.